# Slaves orientaux

Les langues slaves en Europe aujourd'hui
Occidentales
Orientales
Méridionales

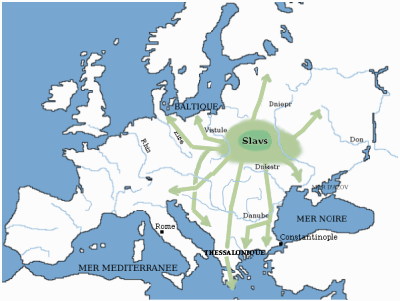
Origine et expansion des Slaves.

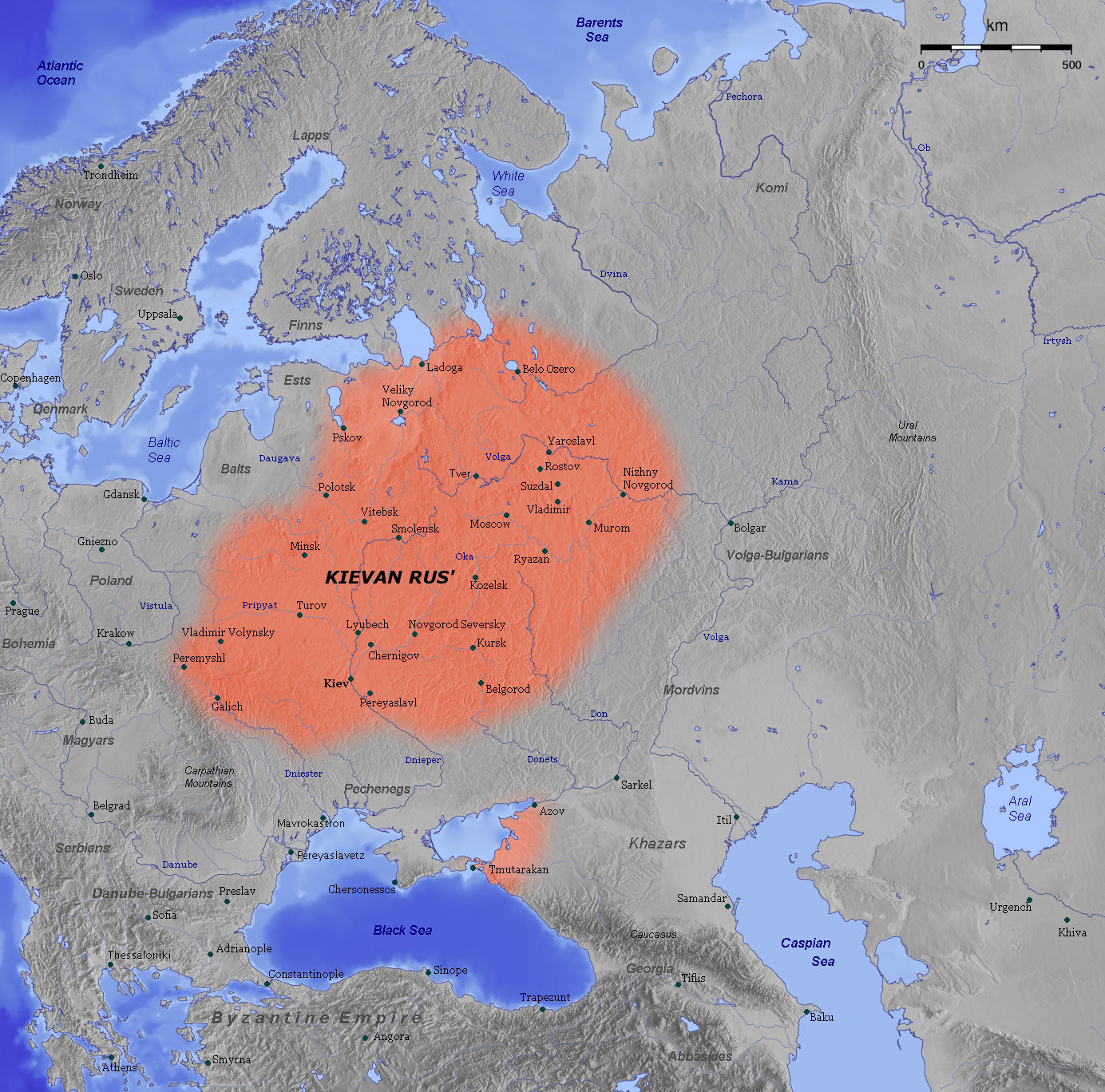
Localisation de la Rus' de Kiev.

Les Slaves orientaux sont les peuples slaves parlant les langues slaves orientales. L'origine historique commune se situe à l'époque de la Rus' de Kiev. Les langues russe, ukrainienne et biélorusse sont issues de ce creuset linguistique slave oriental.

## Historique
L'histoire des Slaves de l'Est avant le milieu du IXe siècle est peu connue. Les rares documents rédigés en langue écrite remontent au milieu du IXe siècle. L'alphabet cyrillique est alors utilisé. L'on sait que la colonisation slave du nord-est de la Russie (où se trouve le cœur historique du pays) commence au VIe siècle pour se terminer au Moyen Âge.
La première chronique russe, la Chronique de Nestor, ou Chronique des temps passés, d'abord rédigée par le moine Nestor et ses continuateurs de la Laure des Grottes de Kiev aux alentours de l'année 1111, qui permet de mieux connaître l'histoire des Slaves de l'Est. 
Cette chronique débute avec la période du khanat de la Rus' (vers 830-899) qui précéda celle de la Rus' de Kiev (882-1240), appelée également la Russie de Kiev ou Russie kiévienne dans les travaux historiographiques de Boris Rauchenbach. La Russie de Kiev était une principauté médiévale slave orientale qui exista entre environ 860 et le milieu du XIIIe siècle, période durant laquelle elle se désagrégea en une multitude de principautés avant de tomber formellement devant l'invasion mongole de 1240. Au XIe siècle, la Rus’ de Kiev était le plus grand État d’Europe en superficie. Fondée à l'origine par les Varègues et centrée sur Novgorod, la Rus', légendairement fondée par Hrörekr (Riourik), tire son nom du varègue rodslagen (« le pays du gouvernail »). Sviatoslav Ier, fils du chef des Varègues, Igor de Kiev, fut le premier souverain Rus' de Kiev à prendre un nom slave. 
La Rus' s'étendait de la mer Baltique jusqu'à la mer Noire, à la Volga, et au royaume de Pologne et à ce qui deviendra le grand-duché de Lituanie. Au IXe siècle, la capitale de la Rus' était Kiev.

## Répartition géographique
Au XXIe siècle, les Slaves orientaux se répartissent en plusieurs populations.
- Russes (110-150 millions),
- Biélorusses (10 millions),
- Ukrainiens (40 millions),
- Rusyns (Ruthènes) (moins de 100000),
- Houtsoules (moins de 50000),
- Lipovènes (moins de 50000).